# Донецький ліцей з посиленою військово-фізичною підготовкою імені Г. Т. Берегового
Донецький ліцей з посиленою військово-фізичною підготовкою імені Г. Т. Берегового — це середній загальноосвітній навчально-виховний заклад нового типу з військово-професійним напрямком навчання та виховання, розташований в місті Донецьк.
Право на вступ до ліцею мають юнаки, які закінчили 9 класів середньої загальноосвітньої школи, придатні за станом здоров'я навчатися в ліцеї, здали вступні іспити і після його закінчення бажають продовжувати навчання у вищих військових навчальних закладах Міністерства оборони України.

## Історія
15 травня 1993 року на підставі Постанови Кабінету Міністрів України від 19 серпня 1992 року на базі Донецького вищого військово-політичного училища інженерних військ і військ зв'язку ім. Єпішева створений Донецький ліцей з посиленою військово-фізичною підготовкою.
Першим начальником ліцею, став останній начальник ДВВПУ, полковник Тімченко Віктор Миколайович.
З 1993 по 2000 рік ліцей був із трьохрічною формою навчання.
В 1997 році новим начальником ліцею став заступник начальника ліцею з виховної роботи полковник Вишневський Петро Ростиславович.
У 2000 році відбувся 5 випуск ліцею, це був останній випуск у ліцеї із трьохрічною формою навчання, після цього й по теперішній час у ліцеї існує двохрічна форма навчання.
Розпорядженням Кабінету Міністрів України від 1 лютого 2012 р. №  55-р ліцею присвоєно ім'я льотчика-космонавта Георгія Тимофійовича Берегового.

## Випускники
- Василенко Святослав Вікторович (1982—2015), випуск 2000 року — підполковник (посмертно) Збройних сил України, учасник російсько-української війни.
- Задорожний Андрій Володимирович (1978—2014) — капітан Збройних сил України, учасник російсько-української війни.
- Севостьянчик Дмитро Олександрович (1991—2014), випуск 2009 року — лейтенант Збройних сил України, учасник російсько-української війни.
- Ковалевський Іраклій Едуардович (1992—2022), випуск 2009 року — майор Збройних сил України, учасник російсько-української війни.